# Radio (Naked City)
Radio è il sesto album in studio del gruppo Naked City e il loro primo ad essere composto interamente dal fondatore John Zorn. L'album è stato pubblicato anche come parte di Naked City: The Complete Studio Recordings su Tzadik Records nel 2005.

## Descrizione
Radio ha segnato un ritorno allo stile "jump cut" dell'album di debutto del 1989 della band. Le note di copertina citano un'ampia gamma di influenze musicali tra cui Charles Mingus, Little Feat, Ruins, Booker T. & the MG's, Colin Wilson, Albert King, Chuck Brown, Orchestra Baobab, the Accüsed, The Meters, Tony Williams Lifetime , Anton Webern, Sammy Cahn, Frank Sinatra, Morton Feldman, Igor Stravinsky, the Melvins, Beatmasters, Septic Death, Abe Schwartz, Ivo Papasov, Naftule Brandwein, Repulsion, Led Zeppelin, Bernard Herrmann, Santana, Extreme Noise Terror, Conway Twitty, Siege, Ornette Coleman, Corrosion of Conformity, Massacre, Quincy Jones, Sam Fuller, Funkadelic, Carcass, Liberace, Jan Hammer, Eddie Blackwell, Charlie Haden, Mick Harris, Carole King, Red Garland, Boredoms, Jerry Reed, SPK e Roger Williams oltre alle altre pietre di paragone precedentemente identificate di Zorn.

## Tracce
1. "Asylum" 1:56
2. "Sunset Surfer" 3:23
3. "Party Girl" 2:33
4. "The Outsider" 2:28
5. "Triggerfingers" 3:31
6. "Terkmani Teepee" 3:57
7. "Sex Fiend" 3:31
8. "Razorwire" 5:28
9. "The Bitter and the Sweet" 4:48
10. "Krazy Kat" 1:51
11. "The Vault" 4:44
12. "Metaltov" 2:07
13. "Poisonhead" 1:10
14. "Bone Orchard" 3:59
15. "I Die Screaming" 2:20
16. "Pistol Whipping" 0:57
17. "Skatekey" 1:25
18. "Shock Corridor" 1:05
19. "American Psycho" 6:09

## Formazione
- John Zorn - sax contralto
- Bill Frisell - chitarra
- Wayne Horvitz - tastiere
- Fred Frith - basso
- Joey Baron - batteria
- Yamatsuka Eye - voce